# Blasticorhinus luzonensis
Blasticorhinus luzonensis là một loài bướm đêm trong họ Noctuidae.